# Massy Essonne Handball
Maillots
Actualités
Dernière mise à jour : 23 octobre 2023.
Massy Essonne Handball est un club de handball créé en 1962 basé à Massy (Essonne). Il évolue en Proligue (D2) pour la saison 2022-2023.

## Histoire
C'est en 1962 qu’une section handball est créée à Massy au sein du Massy Athlétic Sport qui regroupe 15 sections. Très rapidement, l’équipe première grimpe les échelons jusqu’à l’excellence Nationale (N3) puis navigue entre l’honneur et l’excellence.
C’est en 1977 sous la présidence de Monique Desgrolard (ex internationale de basket et championne de France de lancer du disque) et avec l’arrivée de Michel Lloret et d’un groupe rajeuni (dont les frères Desgrolard) que le club obtiendra son ticket pour la N3.
Dans les années 1970, l'équipe senior féminine est créée grimpera elle aussi rapidement les échelons pour accéder en 1979 à la Nationale 2 (actuelle D2), entraînée par G.Desgrolard et S.Lombardo  et compte dans ses rangs des sélectionnées en équipe de France (Monique Durand, Marie-Christine Lamy, Catherine Collier). En 1988, l’équipe sénior féminine disparaît faute de joueuses.
En 1986, Gilles Desgrolard, alors âgé de 29 ans prend la présidence du club et sous son impulsion, le club décide alors de développer le secteur masculin et
entre dans son ère du Haut Niveau.
En 1991, le club de Saint-Michel-sur-Orge ne pouvant conserver financièrement son niveau de jeu et afin de ne pas perdre d’équipe en Nationale 1B (actuelle Proligue) dans l’Essonne, il est procédé à une inversion des niveaux de jeu : St-Michel passe en Nationale 3 et Massy monte en Nationale 1B. Quelques dirigeants et une dizaine de joueurs migrent vers Massy qui devient le Massy AS 91 et les matchs restent joués au gymnase Mares-Yvon de Saint-Michel-sur-Orge.
En 1992, la fusion avec le Club sportif du ministère des Finances, également en Nationale 1B, apporte des joueurs de haut niveau et des moyens financiers supplémentaires. Les deux Barjots des JO de Barcelone, Philippe Médard et Denis Tristant signent au Massy 91 Finances. Massy devient champion de France de Nationale 1B et monte en Nationale 1A (actuelle Starligue). Il n'y reste qu'une saison, terminant dernier lors de la saison 1993-1994.
De retour dans l'anti-chambre de l'élite, Olivier Girault rejoint le club en 1995 et permet au club de terminer la saison 1995-1996 à la 3e place et ainsi d'être de retour en Division 1. Cette année 1996 est également marquée par la volonté du CSM Finances d'abandonner le haut niveau : le Massy 91 Finances devient Massy Essonne Handball.
Semir Zuzo et Frédéric Dole rejoignent le club et, en compagnie de Girault et d'Arnaud Siffert, formé au club, permettent au club d'évoluer pendant trois saisons en D1 : 6e en 1997 (son meilleur classement), le club termine 8e la saison suivante mais est relégué en 1999 à la suite d'une 13e place.
Le club évolue alors de nombreuses saisons en Division 2 puis une période de montées et de descentes entre la D2 et la Nationale 1.
De retour en D2 en 2011, le club participe à quatre reprises aux barrages d'accession en D1 : 4e en 2013 et 2015, 5e en 2016, Massy remporte les barrages d'accession en 2017 et retrouve ainsi la D1.
En 2018, Gilles Desgrolard quitte le club après 32 ans de présidence. Il est remplacé par Grégoire de Rouffignac.

## Infrastructures
Le club joue ses matchs au centre omnisports Pierre-de-Coubertin. La salle qui ne compte qu'une tribune (900 places) n'est pas homologuée pour jouer en première division. La salle devrait être agrandie en 2018. Plusieurs matchs sont également délocalisés au gymnase Mares-Yvon de Saint-Michel-sur-Orge.

## Éléments comptables
En 2011, le budget du club est de 350 000 €. En 2016, le budget avoisine le million d'euros. Pour son accession en première division, le club a un budget d'environ 1,6 million d'euros.

## Palmarès
| Saison    | Division | Rang     |
| --------- | -------- | -------- |
| 1990-1991 | Nat. 3   | ?        |
| 1991-1992 | Div. 2   | ?        |
| 1992-1993 | Div. 2   | Champion |
| 1993-1994 | Div. 1   | 16e      |
| 1994-1995 | Div. 2   | 7e       |
| 1995-1996 | Div. 2   | 3e       |
| 1996-1997 | Div. 1   | 6e       |
| 1997-1998 | Div. 1   | 10e      |
| 1998-1999 | Div. 1   | 13e      |
| 1999-2000 | Div. 2   | 4e       |
| 2000-2001 | Div. 2   | 11e      |

| Saison    | Division | Rang |
| --------- | -------- | ---- |
| 2001-2002 | Div. 2   | 12e  |
| 2002-2003 | Div. 2   | 13e  |
| 2003-2004 | Div. 2   | 8e   |
| 2004-2005 | Div. 2   | 14e  |
| 2005-2006 | Nat. 1   | ?e   |
| 2006-2007 | Nat. 1   | ?e   |
| 2007-2008 | Div. 2   | 16e  |
| 2008-2009 | Nat. 1   | ?e   |
| 2009-2010 | Nat. 1   | ?e   |
| 2010-2011 | Nat. 1   | ?e   |
| 2011-2012 | Div. 2   | 13e  |

| Saison    | Division | Rang     |
| --------- | -------- | -------- |
| 2012-2013 | Div. 2   | 4e       |
| 2013-2014 | Div. 2   | 9e       |
| 2014-2015 | Div. 2   | 4e       |
| 2015-2016 | Div. 2   | 5e       |
| 2016-2017 | Div. 2   | 2e       |
| 2017-2018 | Div. 1   | 16e      |
| 2018-2019 | Div. 2   | 5e       |
| 2019-2020 | Div. 2   | 3e       |
| 2020-2021 | Div. 2   | 5e       |
| 2021-2022 | Div. 2   | 9e       |
| 2022-2023 | Div. 2   | en cours |

A noter que le club a également atteint la demi-finale de la coupe de France en 1998.

## Anciens joueurs célèbres et marquants
- Frédéric Dole : joueur de 1996 à 1998
- Olivier Girault : joueur de 1995 à 1998, Champion de Monde, Champion Olympique 2008
- Mohamadi Loutoufi : joueur de ? à 2001
- Philippe Médard : joueur de 1992 à 1993, Médaillé de bronze Jeux Olympiques de Barcelone en 1992
- Arnaud Siffert : joueur de 1993 à 2000, formé au club
- Denis Tristant : joueur de 1992 à 1997, Médaillé de bronze Jeux Olympiques de Barcelone en 1992
- Semir Zuzo : joueur de 1996 à 1998, 3e championnat du monde 1997
- Johann Caron : joueur de 2004 à 2021

## Anciens entraineurs célèbres et marquants
- Michel Lloret et Armand Steiger : de 1992 à 1993[8]
- Armand Steiger et Gilles Lénaff : de 1993 à 1994[9]
- Gilles Lénaff : de 1994 à 2005[10], plusieurs années en Division 1 et meilleur classement du club
- Fabrice Bertrand : de 2002[11] à 2009
- Armand Steiger : de 2009 à 2011, remontée du club en ProD2
- Benjamin Braux : de 2012 à 2017, en ProD2 et promotion en D1 en 2017
- Tarik Hayatoune : de 2017 à 2019
- Jérémy Roussel: de 2019 à 2021
- Thomas Lefebvre : de 2021 à aujourd'hui